# Dinetus turanicus
Dinetus turanicus (лат.) — вид песочных ос (Crabronidae) рода Dinetus из подсемейства Dinetinae (ранее в Astatinae). Казахстан, Туркмения, Узбекистан.

## Описание
Мелкие осы (5,5 — 7,0 мм) чёрного цвета с жёлтыми отметинами. От близких видов (D. dentipes, D. wojciechi) отличается следующими признаками: мандибула вентрально с заостренным зубцом на вершине и тупым зубцом посередине, с заметной выемкой между зубцами; срединная лопасть наличника почти куполообразно изогнута; средние и задние ноги без чёрных пятен. Проподеум дорсально со светлыми боковыми частями, сходящимися на вершине (иногда редуцирован в пятна латерально и базально на проподеальной оболочке); средние бёдра жёлтые, местами красноватые или чёрные; щиток полностью или преимущественно жёлтый. Грудь снизу жёлтая или с жёлтыми пятнами, иногда с красными пятнами, реже чёрная. Скутум большей частью с густым серебристым опушением, маскирующим скульптуру. Глаза не соприкасаются друг с другом, но соприкасаются с основанием мандибул. Жвалы с выемкой внизу. В передних крыльях 2 субмаргинальные ячейки. Предположительно, как и другие близкие виды своего рода охотится на клопов (Heteroptera) или цикадок (Cicadinea), которых запасают для своего потомства в земляных гнёздах. Вид был впервые описан в 1993 году советским энтомологом Владимиром Лонгиновичем Казенасом (Алма-Ата), а его валидный стаnус подтверждён в ходе ревизии, проведённой в 2021 году немецким гименоптерологом Hans-Joachim Jacobs (Senckenberg Deutsches Entomologisches Institut, Мюнхеберг, Германия).